# Jan Erik Walter
Jan Erik Walter, född 25 december 1937 i Stockholm, är en svensk författare, lärare och tolk.
Han arbetade fram till sin pensionering 2002 under mer än 30 år som lärare i ryska vid Försvarets tolkskola i Uppsala, där också han själv en gång genomförde sin värnplikt. Han utarbetade bland annat studiematerialet Советский Солдат (Sovjetskij Soldat), som sedermera vidareutvecklades till Lärobok i ryska med militär profil (LRM). Dessa läromedel har länge använts i språkundervisningen både på Tolkskolan och vid Arméns Televapen. Hans bidrag omfattar mer än militärt fackspråk: exempelvis tog han tidigt initiativet att ändra den hävdvunna ordning i vilken ryskans sex kasus traditionellt presenteras och lärs in, med avsikten att få kombinationsrikedomen mellan ryskans två numerus, tre genus och sex kasus att framstå som mindre komplex. 
Jan Erik Walter har tjeckiskt ursprung, och behärskar förutom svenska, tjeckiska och ryska ett flertal språk. I samband med grundstötningen av den ryska ubåten U-137 i Karlskrona skärgård 1981 tjänstgjorde Jan Erik Walter som tolk mellan den ryska besättningen och de svenska officerare som förhörde dem.

## Utmärkelser
- H. M. Konungens medalj i guld av 8:e storleken (Kon:sGM8, 2020) för förtjänstfulla insatser som språklärare inom Försvarsmakten[3]
- Filosofie hedersdoktor (Fil. dr. h.c., 2006) vid Uppsala universitet